# Гікорі

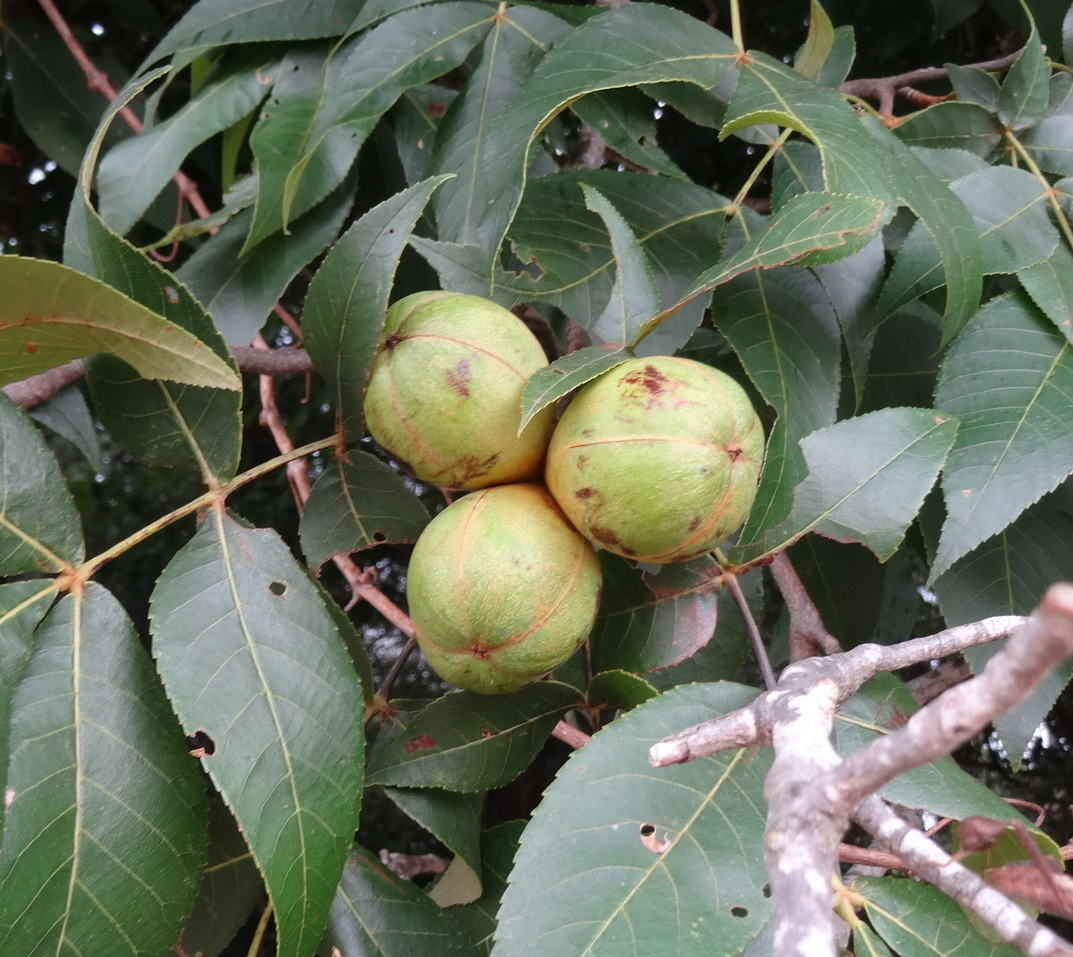
Горіхи

Гікорі (Carya) — рід квіткових рослин із родини горіхових. Містить 18–19 видів, які поширені в Південно-Східній Азії й Північній Америці. Кілька видів гікорі використовуються для таких продуктів, як їстівні горіхи або деревина. Це лісові дерева (рідкісно кущі) перисто-складним листям і великими горіхами. Суцвіття гікорі — малі жовто-зелені сережки, що з'являються навесні. Вони запилюються вітром. Плід — кулястий чи овальний горішок 2—5 см завдовжки і 1.5—3 см у діаметрі, укладений у чотиристулкову лушпину, яка при дозріванні розривається. Горіхова шкаралупа товста і кістляста у більшості видів і тонка у деяких, особливо у пекана; вона розділена на дві половини, які розпадаються, коли насіння проростає.

## Морфологічна характеристика
Це дерева, рідше кущі, 3–52 метрів заввишки. Кора сіра чи коричнева, гладка з тріщинами у молодих дерев, стає ребристою, іноді глибоко борозниста або відшаровується з дрібними пластинчастими лусочками або довгими смужками чи широкими пластинками. Гілочки зеленуваті, помаранчеві, червонуваті, або іржаво-коричневі, або бронзові, тонкі чи міцні, запушені та лускаті чи голі. Листя непарноперисті. Листових фрагментів 3–17(21), дистальні листочки найбільші, 2–26 × 1–14 см; поверхні абаксіально з незалозистими волосками і залозистими лусочками; адаксіально з розкиданими волосками та від розкиданими до рясними лусочок навесні або зосередженими вздовж середньої жилки та вторинних жилок до практично голих восени. Тичинкові сережки в пучках по 3, тичинок 3-10(15) у квітці. Маточкові квітки в кінцевих малоквіткових колосках. Плоди горіхів, укладені в лушпиння, стиснені чи ні; горіхи коричневі, червонувато-коричневі або коричневі, іноді з плямами чорного або коричневого кольору, стиснуті або не стиснуті, кутасті або некутасті, гладкі, зморщені або бородавчасті; оболонки тонкі чи товсті. Насіння солодке чи гірке. x = 16.

## Види
Згідно з Plants of the World Online і Catalogue of Life:
1. Carya aquatica (F.Michx.) Nutt. ex Elliott
2. Carya carolinae-septentrionalis (Ashe) Engl. & Graebn.
3. Carya cathayensis Sarg.
4. Carya cordiformis (Wangenh.) K.Koch
5. Carya floridana Sarg.
6. Carya glabra (Mill.) Sweet
7. Carya hunanensis C.C.Cheng & R.H.Chang
8. Carya illinoinensis (Wangenh.) K.Koch
9. Carya kweichowensis Kuang & A.M.Lu
10. Carya laciniosa (F.Michx.) G.Don
11. Carya myristiciformis (F.Michx.) Nutt. ex Elliott
12. Carya ovata (Mill.) K.Koch
13. Carya pallida (Ashe) Engelm. & Graebn.
14. Carya palmeri W.E.Manning
15. Carya poilanei (A.Chev.) Leroy
16. Carya sinensis Dode
17. Carya texana Buckley
18. Carya tomentosa (Lam.) Nutt.
19. Carya tonkinensis Lecomte